# Alex Descas
Alex Descas (* 1. Januar 1958 in Frankreich) ist ein französischer Schauspieler.

## Leben
Alex Descas Eltern stammen von den Antillen. Nach seinem Schulabschluss studierte er Schauspiel am Cours Florent und begann anschließend Theater zu spielen. Nachdem er bereits ab Mitte der 1980er vereinzelt kleinere Rollen in Filmen wie Der Linkshänder und Ich hasse Schauspieler! gespielt hatte, hatte Descas seinen großen Durchbruch mit einer Hauptrolle in Claire Denis Drama Scheiß auf den Tod. Für die Darstellung des Jocelyn wurde ein Jahr später bei der Verleihung des César 1991 mit einer Nominierung als Bester Nachwuchsdarsteller bedacht.

## Filmografie (Auswahl)
- 1984: Der Linkshänder (L’arbalète)
- 1986: Ich hasse Schauspieler! (Je hais les acteurs)
- 1990: Scheiß auf den Tod (S’en fout la mort)
- 1992: Die Abwesenheit (L’absence)
- 1994: Ich kann nicht schlafen (J’ai pas sommeil)
- 1996: Irma Vep
- 1996: Lola im Technoland (Clubbed to Death (Lola))
- 1998: Die Ehre meiner Familie (L’honneur de ma famille)
- 1998: Ende August, Anfang September (Fin août, début septembre)
- 1999: Nacht im Harem (Harem suare)
- 2002: Im Bann der Dämonen (Tèt grenné)
- 2003: Coffee and Cigarettes
- 2003: Im Schatten der Wälder (Cette femme-là)
- 2005: Ein perfektes Paar (Un couple parfait)
- 2007: Verloren im Cyberspace (Déjà vu)
- 2007: Boarding Gate
- 2008: 35 Rum (35 rhums)
- 2009: Lösegeld (Rapt)
- 2009: Ruhelos (Persécution)
- 2009: The Limits of Control
- 2013: Les Salauds – Dreckskerle (Les salauds)
- 2014: Mord in Pacot (Meurtre à Pacot)
- 2016: Monsieur Chocolat (Chocolat)
- 2017: Meine schöne innere Sonne (Un beau soleil intérieur)
- 2018: Maya
- 2022: Irma Vep (Fernsehserie)
- 2025: L’intérêt d’Adam